# Кентон (Оклахома)
Кентон (англ. Kenton) — переписна місцевість (CDP) в США, в окрузі Сімаррон штату Оклахома. Населення — 31 особа (2020).

## Географія
Кентон розташований за координатами 36°54′23″ пн. ш. 102°57′55″ зх. д. / 36.90639° пн. ш. 102.96528° зх. д. (36.906359, -102.965209).  За даними Бюро перепису населення США в 2010 році переписна місцевість мала площу 1,85 км², уся площа — суходіл.

### Клімат
Громада знаходиться у зоні, котра характеризується кліматом тропічних степів. Найтепліший місяць — липень із середньою температурою 25.3 °C (77.6 °F). Найхолодніший місяць — січень, із середньою температурою 1.3 °С (34.3 °F).
| Клімат Кентона          | Клімат Кентона | Клімат Кентона | Клімат Кентона | Клімат Кентона | Клімат Кентона | Клімат Кентона | Клімат Кентона | Клімат Кентона | Клімат Кентона | Клімат Кентона | Клімат Кентона | Клімат Кентона | Клімат Кентона |
| Показник                | Січ.           | Лют.           | Бер.           | Квіт.          | Трав.          | Черв.          | Лип.           | Серп.          | Вер.           | Жовт.          | Лист.          | Груд.          | Рік            |
| Абсолютний максимум, °C | 28,3           | 30             | 31,7           | 36,1           | 38,9           | 42,8           | 42,2           | 42,2           | 41,7           | 37,2           | 31,7           | 28,9           | 42,8           |
| Середній максимум, °C   | 10,3           | 12,3           | 15,9           | 20,8           | 25,6           | 31,1           | 33,7           | 32,7           | 28,8           | 23,1           | 15,9           | 10,9           | 21,8           |
| Середня температура, °C | 1,3            | 3,4            | 6,8            | 12,2           | 17,2           | 22,6           | 25,3           | 24,5           | 20,3           | 13,8           | 6,7            | 2,1            | 13             |
| Середній мінімум, °C    | −7,7           | −5,6           | −2,2           | 3,4            | 8,9            | 14,2           | 17,1           | 16,3           | 11,8           | 4,6            | −2,5           | −6,7           | 4,3            |
| Абсолютний мінімум, °C  | −30,6          | −28,3          | −27,8          | −13,9          | −4,4           | 1,1            | 4,4            | 5,6            | −2,8           | −14,4          | −26,1          | −27,2          | −30,6          |
| Норма опадів, мм        | 10             | 12             | 21             | 36             | 61             | 50             | 72             | 65             | 44             | 27             | 14             | 11             | 424            |
| Днів з опадами          | 3              | 4              | 5              | 6              | 8              | 7              | 9              | 8              | 6              | 4              | 3              | 3              | 66             |
| Днів зі снігом          | 2,9            | 2,3            | 2,5            | 0,7            | 0              | 0              | 0              | 0              | 0,2            | 0,2            | 1,3            | 3,4            | 13,5           |
| ----------------------- | -------------- | -------------- | -------------- | -------------- | -------------- | -------------- | -------------- | -------------- | -------------- | -------------- | -------------- | -------------- | -------------- |
| Джерело: Weatherbase    |                |                |                |                |                |                |                |                |                |                |                |                |                |

## Демографія
Згідно з переписом 2010 року, у переписній місцевості мешкало 17 осіб у 9 домогосподарствах у складі 6 родин. Густота населення становила 9 осіб/км².  Було 29 помешкань (16/км²).
Расовий склад населення:
| - 100,0 % — білих |

До двох чи більше рас належало 0,0 %. Частка іспаномовних становила 11,8 % від усіх жителів.
За віковим діапазоном населення розподілялося таким чином: 11,8 % — особи молодші 18 років, 47,0 % — особи у віці 18—64 років, 41,2 % — особи у віці 65 років та старші. Медіана віку мешканця становила 58,8 року. На 100 осіб жіночої статі у переписній місцевості припадало 88,9 чоловіків;  на 100 жінок у віці від 18 років та старших — 87,5 чоловіків також старших 18 років.
Середній дохід на одне домашнє господарство  становив 15 152 долари США (медіана — 14 250), а середній дохід на одну сім'ю — 15 152 долари (медіана — 14 250). За межею бідності перебувало 84,7 % осіб, у тому числі 100,0 % дітей у віці до 18 років та 100,0 % осіб у віці 65 років та старших.
Цивільне працевлаштоване населення становило 14 особи. Основні галузі зайнятості: освіта, охорона здоров'я та соціальна допомога — 35,7 %, будівництво — 35,7 %, сільське господарство, лісництво, риболовля — 28,6 %.